# Paedophryne amauensis

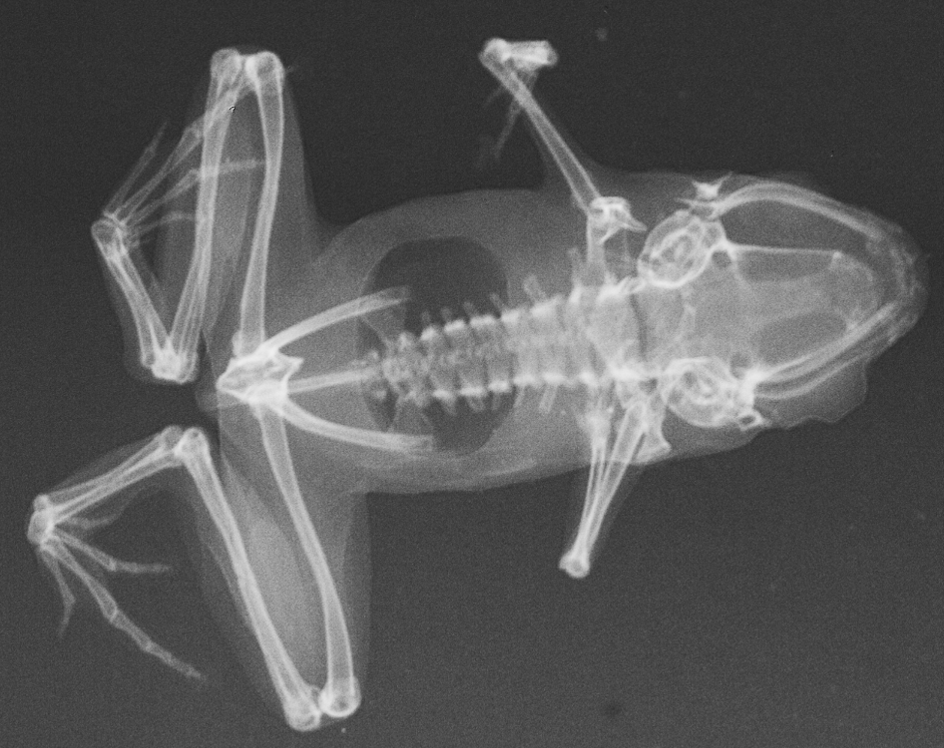
Рентгенограма паратипу Paedophryne amauensis.

Paedophryne amauensis — дрібний вид жаб з родини карликові райки. Є найменшими хребетними у світі. Довжина дорослої особини становить 7,7 міліметрів. Ендеміки Папуа Нової Гвінеї. Мешкають у підстилковому шарі серед опалого листя.

## Поширення
Папуа Нова Гвінея, Центральна провінція, селище Амау, 9°58′57″ пд. ш. 148°34′43″ сх. д. / 9.9824° пд. ш. 148.5785° сх. д., 177 м.

## Відкриття
Представники цього виду були виявлені у серпні 2009 року геологом і екологом Крістофером Остіном (Christopher Austin, Louisiana State University) і аспірантом Еріком Ріттмейєром (Eric Rittmeyer) під час експедиції з вивчення видового розмаїття Нової Гвінеї. Знахідка була зроблена на південному сході острова в околицях селища Amau Village, на честь якого вид отримав назву — P. amauensis. Вночі дослідникам вдалось записати звуки, які видавав новий вид і які не були схожі на звичайне кумкання жаб, а більше нагадували стрекотання комах. Сигнал складався з неперервної серії високих звуків з домінуючою частотою ~8400—9400 Гц. Окремі сигнали тривали 2-14 мілісекунд і видавались з частотою приблизно 1,5 рази в секунду.

## Опис
Забарвлення в основному коричневе. Довжина дорослої особини становиться в середньому 7,7 міліметрів. Подібно іншим представникам роду, цей вид характеризується редукованим числом фаланг пальців і числом прекрижових хребців (їх лише 7). Ноги відносно довгі: відношення довжини гомілки (від п'ятки до вигину у місці прикріплювання до стегна) і тіла (TL/SV) =0.478—0.507.